# Klätterhortensia
Klätterhortensia (Hydrangea anomala) är en hortensiaväxt som beskrevs av David Don. Enligt Catalogue of Life och Dyntaxa ingår klätterhortensia i släktet Hydrangea - hortensiasläktet och familjen Hydrangeaceae - hortensiaväxter. Arten förekommer tillfälligt i Sverige, men reproducerar sig inte.

## Underarter
Arten delas in i följande underarter:
- H. a. megaphylla
- H. a. ovalifolia
- Hydrangea anomala subsp. petiolaris

## Bildgalleri

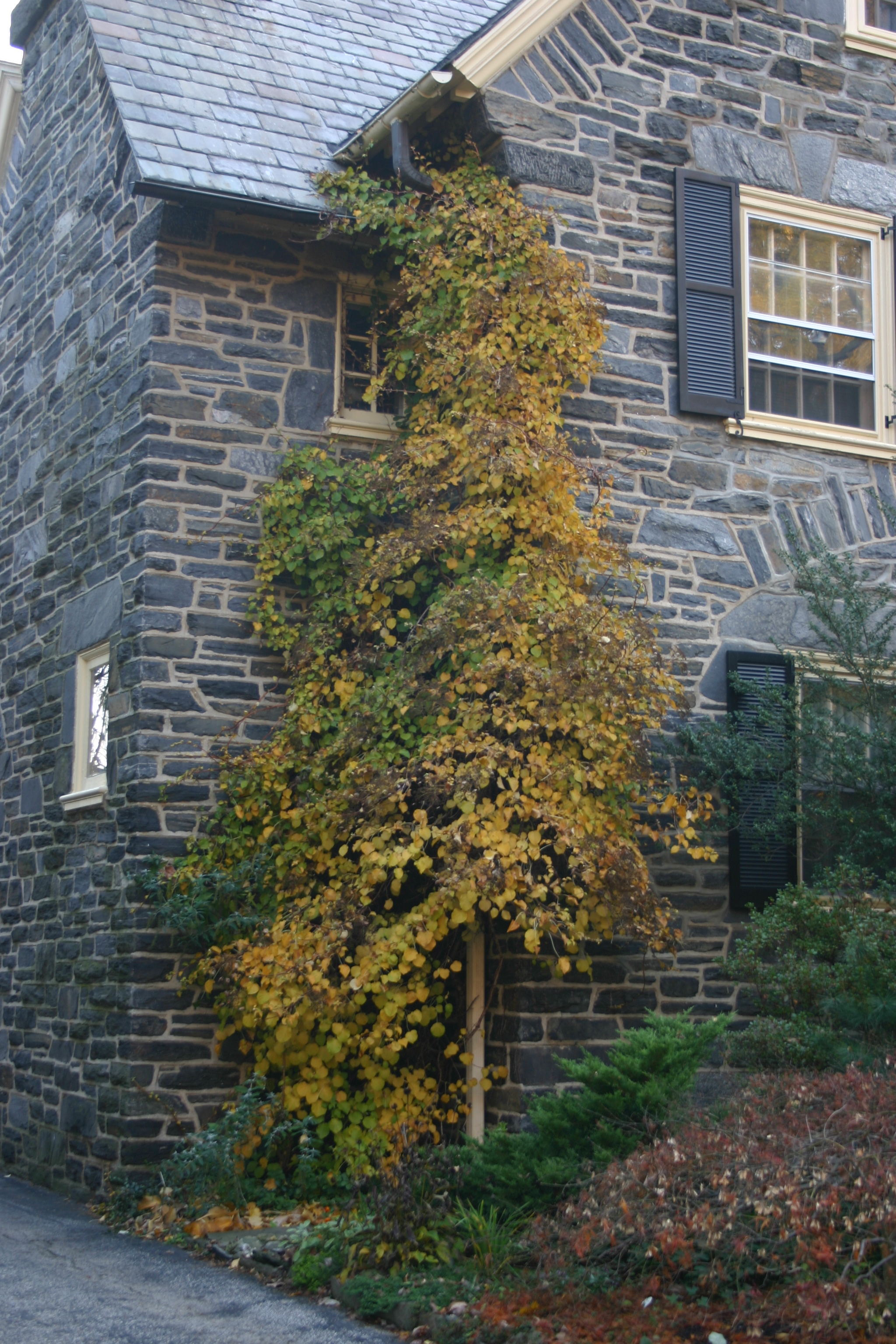
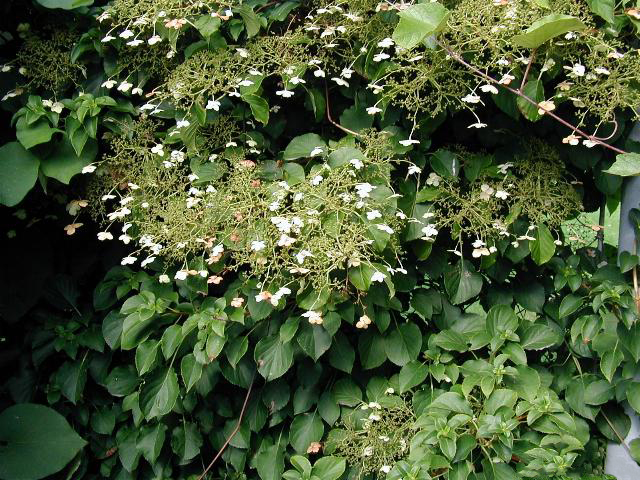
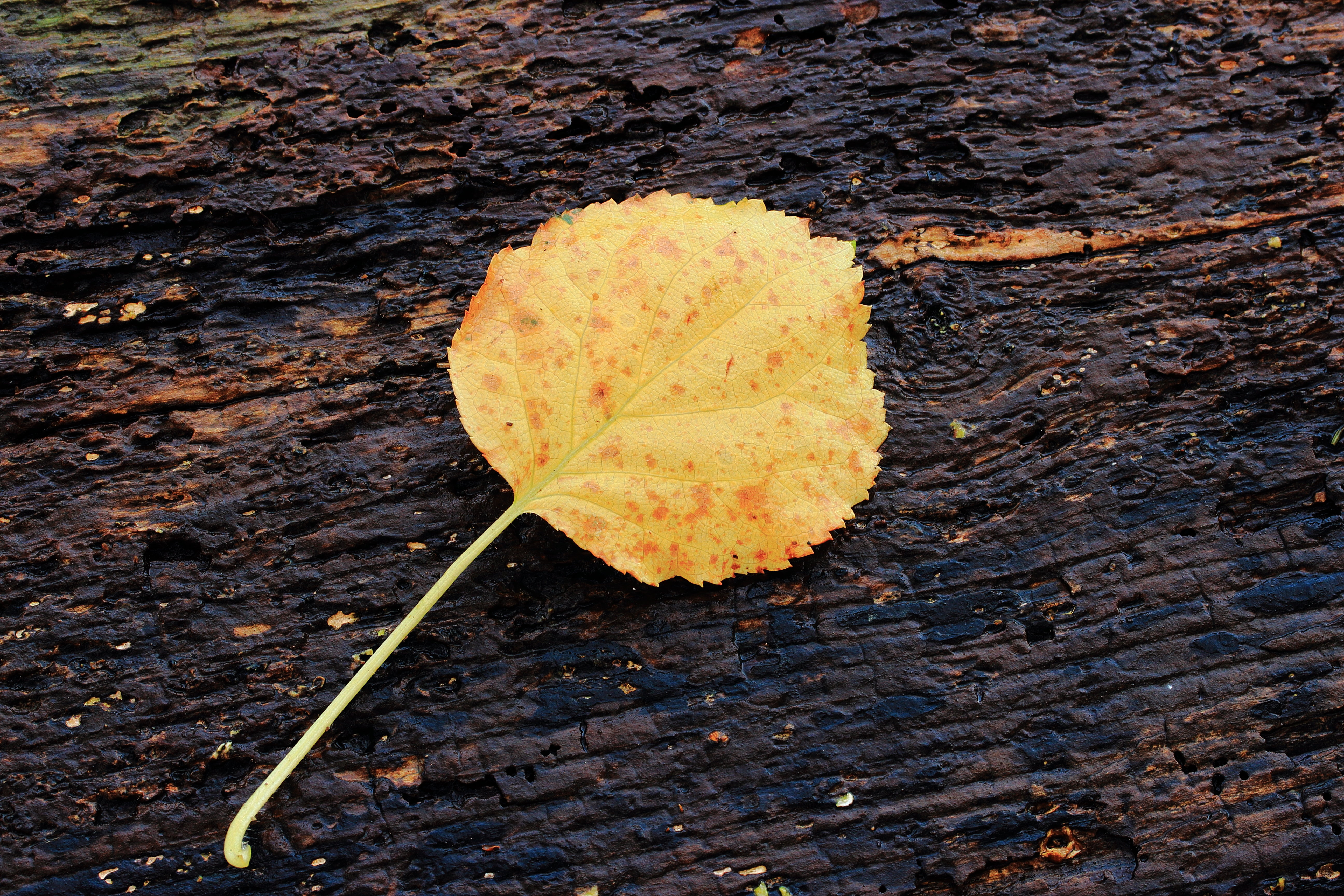
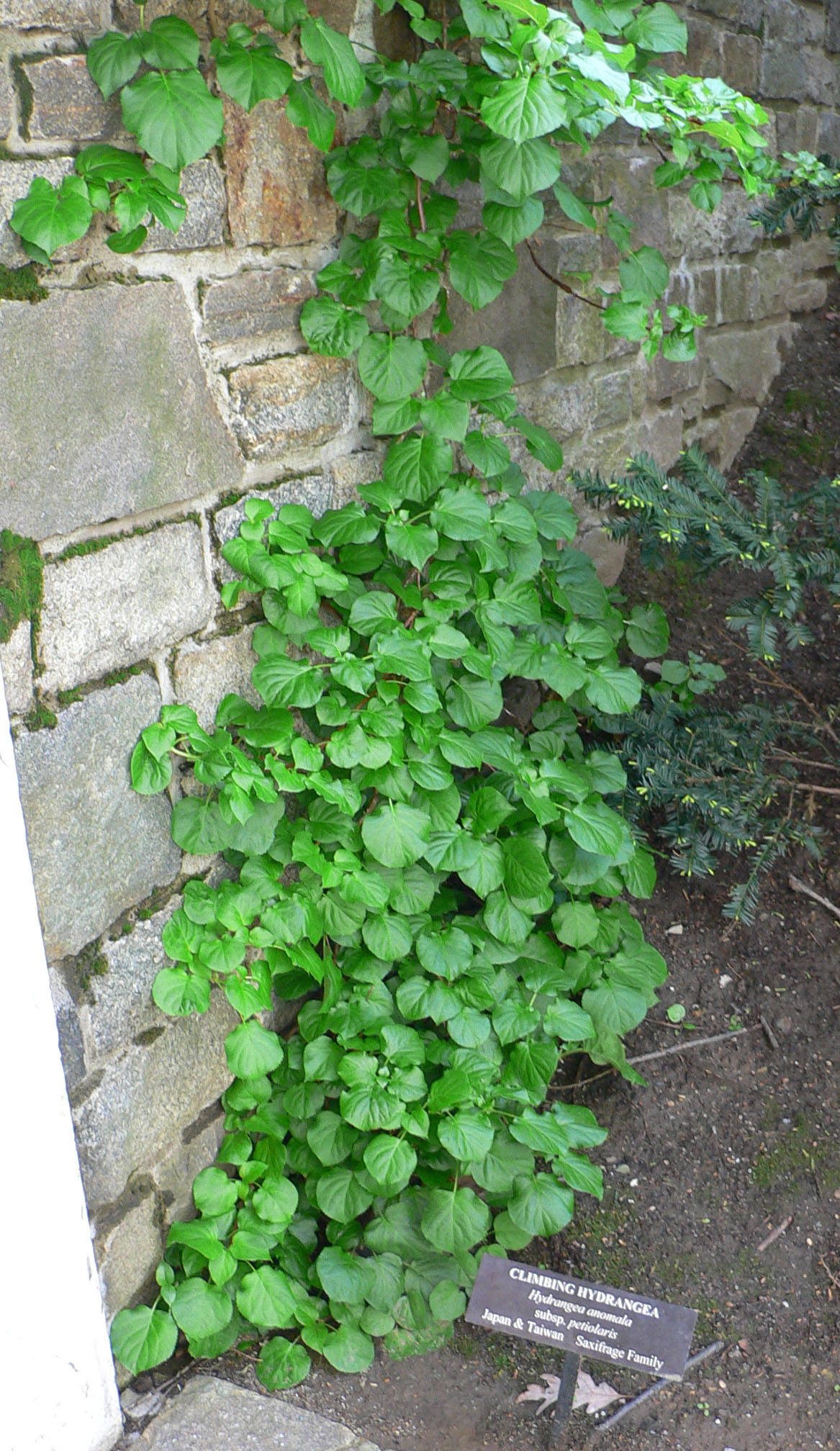
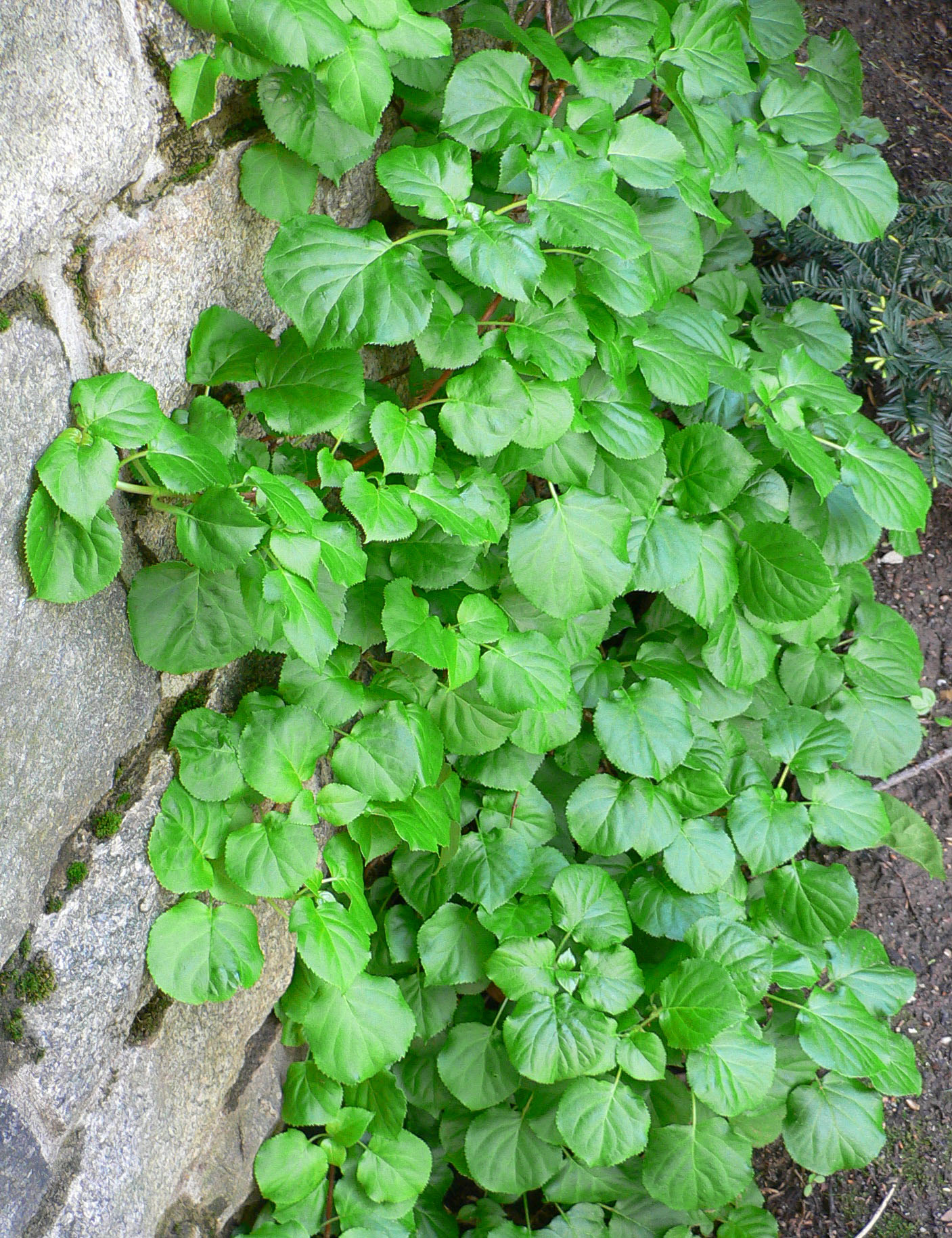
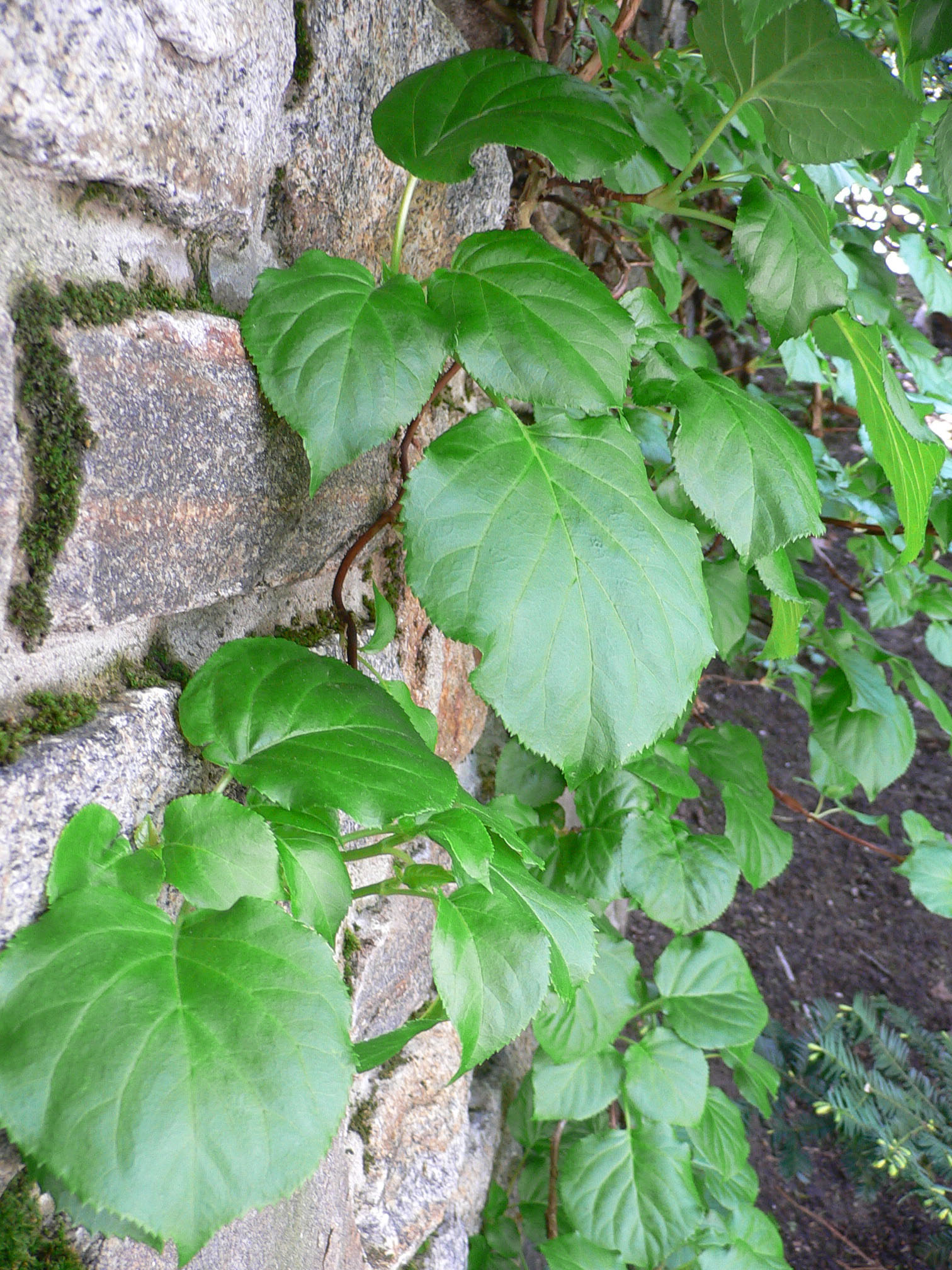